# شجرة الليل و روايات أخرى
شجرة الليل وروايات أخرى وهي تُحاكي مجموعة من القصص القصيرة للمؤلف الأمريكي ترومان كابوتي، وصدرت في أوائل عام 1949، ونُشر عنوانها للمرة الأولى لدى المجلة الشهيرة هاربر بازار في أكتوبر عام 1945.

## محتويات الكتاب
يحتوي هذا الكتاب على ثماني من الروايات القصيرة:
- «سيد البؤس»
- «الأطفال في أعيادهم الميلادية»
- «أوصد الباب الأخير»
- «إبريق من الفضة»
- «ميريام»
- «الصقر بلا رأس»
- «المسألة من تجاهي»
- «شجرة الليل»

## موضوعات الكتاب
تتضمن قصص الرعب في كتاب «شجرة الليل وروايات أخرى» على موضوعات متواترة من الوحدانية والذعر النفسي، فأطراف النزاع ليسوا على أهبة الإستعداد إطلاقًا للإنضواء، سواءً كانوا بالغين أم يافعين، الشخصيات البالغة منكمشة عاطفياً وتتكبّد الصراعات العاطفية التي لم تحل عليهم منذ مرحلة الطفولة، وبصورة شاملة فقد تبيّن أن هذه القصص تحتوي على «ذعر جنسي وعجز إدراكي سلوكي لا تفاصيل له ترتكز لمبادئ راسخة».

## تاريخ الإصدار
- في عام 1950 تم إصدار رواية «شجرة الليل وقصص أخرى» على شكل غلاف صلب في المملكة المتحدة من قبل دار النشر المعروفة ب هينمان.
- وفي العام 1967، أُعيد طباعة الرواية ذاتها في غلاف ورقي من قبل دار بنجوين للنشر.

## الآراء والإنتقادات
تلقت مجموعة «شجرة الليل وروايات أخرى» آراء متفاوتة عند نشرها، ولقد صدأ اسم ترومان كابوتي وعن جدارة باعتباره كاتبًا «من المنطقة الجنوبية» بمُحاذاة المعاصرين على غرار ويليام فولكنر أو تينيسي ويليامز، حيث لقي الكتاب الثناء على سردِه الآسر، وجمالية لغته المرموقة، ولكن في الوقت ذاته تلقى انتقادات لرموز تفتقر إلى الجوهر.
وتعتبر هيلين جارسون أن أحداث قصة «شجرة الليل وروايات أخرى» تحظى بجاذبية لا ريبَ فيها للقارئين، وصنفتها على أنها أحد أفضل أربعة أعمال للأديب ترومان كابوتي، بالإضافة إلى أصوات أخرى ، وغرف أخرى ، وفطور في تيفانيز ، وفي دم بارد. 
حيث «ستيفن إل فون» قد أبدى رأيه مُشيراً إلى أن الرواية برهنت على أنها متجانسة مع روايات ترومان كابوتي المنصرمة، وخصّ بذلك أصوات أخرى، غرف أخرى ، والتي وصفها بأنها قاتمة وأشبه بالحلم.
وبلغت مبيعات الكتاب زهاء 6750.